# Daniel Aníbal Hernández
Daniel Aníbal Hernández (São Miguel de Tucumã, 5 de fevereiro de 1970) é um ex-futebolista profissional argentino que atuava como meia.

## Carreira
Daniel Aníbal Hernández se profissionalizou no Independiente.

## Seleção
Daniel Aníbal Hernández integrou a Seleção Argentina de Futebol nos Jogos Olímpicos de 1988, de Seul.